# Musée commémoratif du génocide
Le musée commémoratif du génocide au bureau du procureur militaire de la République d'Azerbaïdjan est un musée dédié à la mémoire des victimes du génocide « des dizaines de milliers d'Azerbaïdjanais morts à la suite des massacres perpétrés par les groupes armés bolcheviques-arméniens en Azerbaïdjan depuis le début du XXe siècle », comme lors du massacre de Khodjaly.

## Histoire
Le 19 juillet 2013, le procureur général de la République d'Azerbaïdjan, Zakir Garalov, a signé un décret pour la création du musée commémoratif du génocide au bureau du procureur militaire. L'ouverture du musée a eu lieu le 24 février 2014.
La superficie du musée est de 330 m². Le musée se compose de quatre sections : "Histoire", "Déportation - Répression", "Génocide" et "Terreur".
Le musée possède un riche fonds de livres d'auteurs étrangers et azerbaïdjanais sur le génocide, la déportation et les crimes de guerre commis contre le peuple azerbaïdjanais.